# Procapra picticaudata
Goa, Gazelle du Tibet
«  Goa (antilope) » redirige ici. Pour les autres significations, voir Goa (homonymie).
Pour les articles homonymes, voir Gazelle et Tibet.
Espèce
Statut de conservation UICN

 NT  : Quasi menacé
La Goa, ou Gazelle du Tibet (Procapra picticaudata) est une espèce d'antilopes, présente à l'état sauvage sur le plateau tibétain.